# Arquidiocese de Hartford
A Arquidiocese de Hartford (Archidiœcesis Hartfortiensis) é circunscrição eclesiástica da Igreja Católica sediada em Hartford, capital do estado norte-americano de Connecticut. Abrange, além de Hartford, os condados de Litchfield e New Haven. É fruto da elevação da Diocese de Hartford ocorrida em 1953. Seu atual arcebispo é Christopher James Coyne que governa a arquidiocese desde 2024 e sua sé episcopal é a Catedral de São José.
Possui 216 paróquias assistias por 455 sacerdotes e cerca de 36% da população jurisdicionada é batizada.

## História

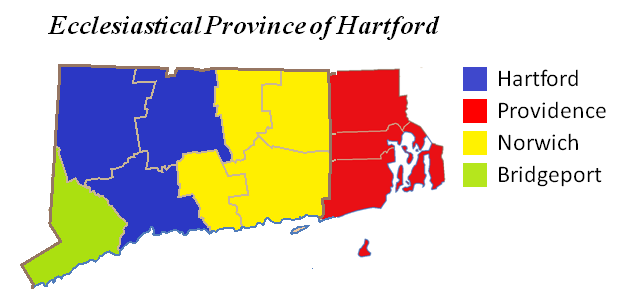
Mapa da Província Eclesiástica de Hartford.

Entre 1780 e 1781, a pequena cidade de Lebanon foi o local onde a Missa foi celebrada pela primeira vez, de forma contínua e por um longo período, dentro dos limites do estado de Connecticut, fato comemorado em 1881. 
Em 8 de abril de 1808 foi criada a Diocese de Boston que abrangia os estados de Connecticut, Maine, Massachusetts, New Hampshire,  Rhode Island e Vermont. O segundo Bispo de Boston, Bento Joseph Fenwick, expressou preocupação por não haver dioceses separadas para Connecticut e Rhode Island, em conformidade com a crescente população católica nesses estados.
Em 28 de novembro de 1843, a Diocese de Hartford foi erigida pelo Papa Gregório XV nomeando Willam Tyler como seu primeiro bispo. Na época de sua criação, havia 10.000 católicos na região. Tyler foi capaz de apresentar uma petição com sucesso para mover a Sé de Hartford para Providence, capital de Rhode Island, de maioria católica. Tendo servido por cinco anos, o Bispo Tyler morreu em 1849. O segundo bispo, Bernard O'Reilly, se preocupou em conseguir padres para a diocese ao mesmo tempo em que ajudava a frear os movimentos anticatólicos da época pelo Know Nothing Party. Em janeiro de 1856, O'Reilly se perdeu no mar a bordo do navio Pacific. O novo bispo, Francis Patrick McFarland, foi nomeado dois anos depois e ficou conhecido como o "Bispo da Guerra Civil" pois durante o seu episcopado ocorreu a Guerra de Secessão. Em 17 de fevereiro de 1872 foi criada a Diocese de Providence. Apesar dos problemas de saúde, McFarland foi capaz de participar do Concílio Vaticano I.
Thomas Galberry, OSA, foi nomeado como o quarto Bispo de Hartford em 1877. Galberry serviu por dois anos devido a sua morte abrupta, mas ele estabeleceu a pedra fundamental da catedral. Galberry foi sucedido por Lawrence Stephen McMahon. Sob sua liderança foram criadas 48 paróquias e 16 escolas. O sexto bispo, padre Michael Tierney, criaou cinco hospitais diocesanos que existem até a atualidade. 
O padre John Joseph Nilan tornou-se o sétimo Bispo de Hartford. Em 1945, Henry Joseph O'Brien foi instalado como o nono Bispo de Hartford. Durante a prosperidade da época pós-guerra, o número de católicos em Connecticut cresceu e muitas paróquias foram criadas nos subúrbios. Em 6 de agosto de 1953 a diocese foi elevada ao status de arquidiocese pelo Papa Pio XII, e, assim, O'Brien se tornou o primeiro Arcebispo de Hartford. Ao mesmo tempo foram criadas as Dioceses de Norwich e Bridgeport, desmembradas da nova Arquidiocese, que juntas com a Diocese de Providence se tornaram suas sufragâneas. Três anos depois, em 1956, a Catedral de São José foi destruída por um incêndio no Ano Novo de 1956. O Arcebispo O'Brien iniciou imediatamente os planos para a construção de uma nova catedral que seria inaugurada em 15 de maio de 1962.
John Francis Whealon, Bispo de Erie, Pensilvânia, foi empossado como o segundo Arcebispo de Hartford, em 19 de março de 1969. É lembrado até hoje pela sua forte liderança e dedicação ao ensino de seminaristas no Seminário Santo Apóstolos em Cromwell e aos diáconos da Arquidiocese.
Em 28 de janeiro de 1992, Daniel Anthony Cronin, Bispo de Fall River, foi empossado como o terceiro Arcebispo de Hartford. Durante os seus onze anos em Hartford, o Arcebispo Cronin expôs suas fortes qualidades de liderança como chefe e professor da Arquidiocese. Pouco depois de sua chegada, o Arcebispo Cronin anunciou que voltaria a reunir o Sínodo Arquidiocesano. Comissões foram estabelecidas representando um amplo espectro de sacerdotes, religiosos e leigos. Quatro sessões foram realizadas ao longo de um período de três meses, culminando com a promulgação de um documento intitulado "Recomendações do Sínodo de 1996." Em 10 de junho de 1997, o Monsenhor Christie A. Macaluso, Vigário Episcopal para Hartford e reitor da Catedral de São José foi ordenado bispo tendo como principal celebrante o Arcebispo Cronin.

Em 2003, Henry Joseph Mansell sucedeu Daniel Cronin no governo da Arquidiocese. Em 2013, Leonard Paul Blair, Bispo de Toledo, Ohio, tomou posse como Arcebispo de Hartford.

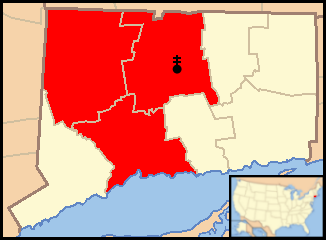
Área territorial da Arquidiocese de Hartford.

## Prelados
| #                   | Nome                                | Período    | Notas                       |
| Arcebispos          | Arcebispos                          | Arcebispos | Arcebispos                  |
| ------------------- | ----------------------------------- | ---------- | --------------------------- |
| 6º                  | Christopher James Coyne             | 2024-      | Atual                       |
| 5º                  | Leonard Paul Blair                  | 2013-2024  | Arcebispo emérito           |
| 4º                  | Henry Joseph Mansell                | 2003-2013  | Arcebispo emérito           |
| 3º                  | Daniel Anthony Cronin               | 1992-2003  | Arcebispo emérito           |
| 2º                  | John Francis Whealon                | 1969-1991  |                             |
| 1º                  | Henry Joseph O'Brien                | 1953-1969  |                             |
| Arcebispo coadjutor |                                     |            |                             |
|                     | Christopher James Coyne             | 2023-2024  |                             |
| Bispos-auxiliares   |                                     |            |                             |
|                     | Juan Miguel Betancourt Torres, SEMV | 2018-atual |                             |
|                     | Christie Albert Macaluso            | 1997-2017  |                             |
|                     | Paul Stephen Loverde                | 1988-1993  | Nomeado Bispo de Ogdensburg |
|                     | Peter Anthony Rosazza               | 1978-2010  |                             |
|                     | Joseph Francis Donnelly             | 1964-1977  |                             |
|                     | John Francis Hackett                | 1952-1986  |                             |
|                     | Henry Joseph O'Brien                | 1940-1945  | Elevado a Bispo             |
|                     | Maurice Francis McAuliffe           | 1925-1934  | Elevado a Bispo             |
|                     | John Gregory Murray                 | 1919-1925  | Nomeado Bispo de Portland   |
| Bispo               |                                     |            |                             |
| 9º                  | Henry Joseph O'Brien                | 1945-1953  |                             |
| 8º                  | Maurice Francis McAuliffe           | 1934-1944  |                             |
| 7º                  | John Joseph Nilan                   | 1910-1934  |                             |
| 6º                  | Michael Tierney                     | 1894-1908  |                             |
| 5º                  | Lawrence Stephen McMahon            | 1879-1894  |                             |
| 4º                  | Thomas Galberry, O.S.A.             | 1877-1879  |                             |
| 3º                  | Francis Patrick McFarland           | 1858-1875  |                             |
| 2º                  | Bernard O'Reilly                    | 1850-1856  |                             |
| 1º                  | William Barber Tyler                | 1843-1849  |                             |
| Bispo-coadjutor     |                                     |            |                             |
|                     | Bernard O'Reilly                    | 1850       |                             |